# Capannelle

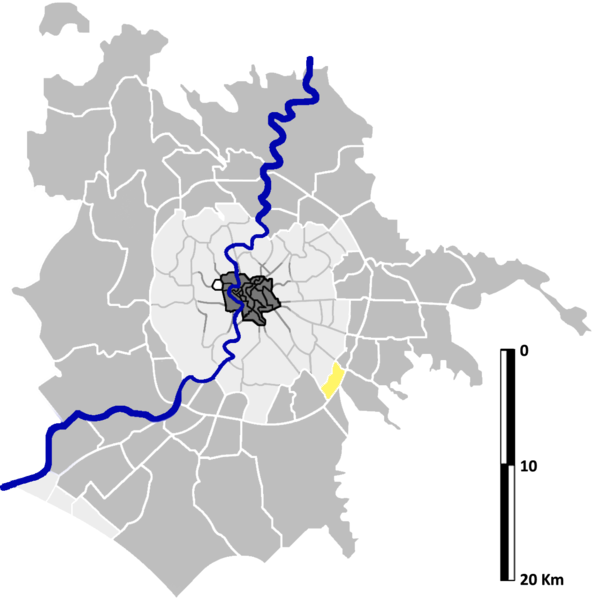
Lage von Capannelle in Rom

Capannelle bezeichnet die 18. Zone, abgekürzt als Z.XVIII, der italienischen Hauptstadt Rom. Im Gegensatz zu den Rioni, Quartieri und Suburbi sind es die ländlicheren Gebiete von Rom. Sie gehört zum Municipio VII und zählt 7949 Einwohner (2016). Sie befindet sich im Südosten der Stadt innerhalb der römischen Ringautobahn A90 und hat eine Fläche von 3,9287 km².
Der Name leitet sich von zwei Bauernhäusern in der Via Appia ab.

## Geschichte
Capannelle wurde am 13. September 1961 durch Beschluss des Commissario Straordinario gegründet. Damals wurde der Ager Romanus in 59 Zonen geteilt, denen eine römische Zahl zugeteilt wurde und ein Z vorgestellt wurde. Davon wurden sechs an die neugegründete Gemeinde Fiumicino komplett ausgegliedert und drei weitere teilweise.